# توني جيفريز (ملاكم)
توني جيفريز (بالإنجليزية: Tony Jeffries) مواليد 2 مارس 1985 في تاين ووير، إنجلترا، هو ملاكم محترف إنجليزي يصنف ضمن فئة وزن خفيف الثقيل. شارك في دورة الألعاب الأولمبية الصيفية سنة 2008 وحقق الميدالية البرونزية فيها.

## إحصائيات
خاض خلال مسيرته 10 نزالا، فاز في 9 وتعادل في 1 ولم يخسر. فاز بالضربة القاضية في 6 نزالا.

## الميداليات
| الميدالية | المسابقة                       |
| --------- | ------------------------------ |
| برونزية   | الألعاب الأولمبية الصيفية 2008 |

## وصلات خارجية
- توني جيفريز على موقع بوكس ريك (الإنجليزية) (registration required)
- توني جيفريز على موقع أوليمبيديا (الإنجليزية)
- توني جيفريز على موقع اللجنة الأولمبية البريطانية (الإنجليزية)
- توني جيفريز على موقع دورة ألعاب الكومنولث 2006 (مؤرشف) (الإنجليزية)

- الموقع الرسمي